# Ctenocompa myriopleura
Ctenocompa myriopleura är en fjärilsart som beskrevs av Edward Meyrick 1931. Ctenocompa myriopleura ingår i släktet Ctenocompa och familjen säckspinnare. Inga underarter finns listade i Catalogue of Life.